# Shahrak-e Mīheh
Shahrak-e Mīheh (persiska: مِيهِۀ عُليا, Meyheh-ye ‘Olyā, شهرک میهه) är en ort i Iran.   Den ligger i provinsen Chahar Mahal och Bakhtiari, i den centrala delen av landet, 400 km söder om huvudstaden Teheran. Shahrak-e Mīheh ligger 2 458 meter över havet och antalet invånare är 822.
Terrängen runt Shahrak-e Mīheh är huvudsakligen kuperad, men åt sydväst är den bergig.Runt Shahrak-e Mīheh är det ganska glesbefolkat, med 42 invånare per kvadratkilometer. Närmaste större samhälle är Bābā Ḩeydar, 13,5 km sydost om Shahrak-e Mīheh. Trakten runt Shahrak-e Mīheh består i huvudsak av gräsmarker.